# Райна Георгиева
Райна Ангелова Георгиева е българска биоложка и генетичка, първата жена академик в България.

## Биография
Райна Георгиева е родена на 26 юли 1902 г. във Велико Търново. Още от ученическите години впечатлява своите преподаватели със своята изключителната любознателност и буден ум.
Завършва първия випуск на Агрономо-лесовъдния факултет в София, където са приети едва 67 студенти. Райна Георгиева е една от седемте жени, приети във факултета. Завършва обучението си през 1925 г. Първоначално работи като преподавателка в няколко специализирани земеделски училища, където преподава трудната агрономическа материя.
Нейният изследователски дух и желание за научни изследвания надделяват и от 1941 г. до 1948 г. работи в Централния земеделски изпитателен институт. Първоначално става сътрудничка на известния български учен Дончо Костов. По време на Биологическата конференция през април 1949 Райна Георгиева прави изказване в духа на мичуринската биология.  И по-късно, след 1966, Райна Георгиева остава на догматични,  лисенковски позиции  
От 1948 г. агрономическият факултет се отделя от Софийски университет като самостоятелна Академия по селскостопански науки. По това време Райна Георгиева е доцент, а от следващата 1949 г. е вече професор.

## Професионални постове
- В периода 1949 – 1966 е ръководител на Катедрата по генетика и селекция.
- От 1952 до 1954 е заместник-ректор на Висшия селскостопански институт „Г.Димитров“, приемник на Академията по селскосторански науки.
- Завеждащ секция „Генетика“ в Института по растениевъдство при Българска Академия на Науките /1952 – 1955/.
- Директор на секция „Генетика“ в Института по растениевъдство при Българска Академия на Науките /1961 – 1963/.
- През 1961 г. става първата жена академик в България – най-високото научно звание.
- През 1961 – 1963 – Директор на Централната лаборатория по генетика в Института по растениевъдство при Българска Академия на Науките.
- От 1966 завежда секция „Отдалечена хибридизация“ при Института по генетика и селекция на растенията.

През своята дългогодишна практика, Райна Георгиева обучава много български специалисти и десетки аспиранти. Нейните сътрудници по-късно стават изявени български генетици и селекционери.

## Постижения
Академик Райна Георгиева работи в областта на теоретичните основи на генетиката и проблемите на хибридизация при растенията. След упорита изследователска работа създава редица сортове, признати и районирани за производство:
- Междинен лен № 434/80; 434/82; 434/109;
- Домати сорт А, сорт № 49;
- Зимен ечемик София 48 – 3;
- Едно от големите ѝ научни постижения са генетично създадените сортове тютюн, устойчиви на най-разпространената болест по растенията – мозайката;

## Трудове
През своя дългогодишен опит в сферата на генетиката в аграрната промишленост, Райна Георгиева е авторка на повече от 150 труда и публикации:
- Хибридна изменчивост при някои трансплантацията на някои Solanaceae /1947/
- Сравнително проучване на вегетативни и полови хибриди от домати /1949/
- Хибридизация между L. peruvianum и други видове разновидности от рода Lycopersicon /1960 в съавторство с Екатерина Молхова/
- Теоретични основи на селекцията и семепроизводството /1964 в съавторство с И.Възвъзов/
- Генетично и цитогенетично проучване на междувидовите хибриди Lycopersicon esculentum Mill*L chilense Dun /1968 в съавторство с Е.Д.Цикова/ и много др.

## Отличия
- Народен орден на труда – 1950;
- Червено знаме на труда – 1959;
- Орден НРБ I степен – 1964;
- Орден „Г.Димитров“ 1972;
- Заслужил деятел на културата – 1969;

Академик Райна Георгиева почива на 25 юни 1983 г.

## Памет
На академик Райна Ангелова Георгиева е наречена улица в квартал „Студентски град“ в София (Карта).